# Молочков, Николай Николаевич
Никола́й Никола́евич Молочко́в (19 апреля 1938, Одесса — 30 июля 2016, там же) — советский футболист, игравший на позиции нападающего. Сыграл 39 матчей и забил 10 голов в высшей лиге СССР.

## Карьера
Воспитанник одесского футбола. В 18 лет был приглашён в киевское «Динамо», но не закрепился там и вернулся в Одессу, в 1957 году дебютировал в турнире класса «Б» в составе «Черноморца» (тогда назывался «Пищевик»). Во время службы в армии играл за вторую команду одесского «СКА» и «Шахтёр» (Нововолынск).
В 1960 году вернулся в «Черноморец», в его составе в 1961 году стал чемпионом Украинской ССР среди команд класса «Б». В 1963 году выступал в высшей лиге в составе кишинёвской «Молдовы», стал лучшим бомбардиром команды с 10 голами в 37 матчах. Дебютный матч на высшем уровне сыграл 31 марта 1963 года против московского «Локомотива», а первый гол забил 18 мая 1963 года в ворота ростовского СКА.
В 1964 году в очередной раз вернулся в «Черноморец», который по итогам сезона завоевал право выступать в высшей лиге. В 1964 году нападающий был включён в список 33-х лучших футболистов Украинской ССР. На следующий год сыграл только в двух матчах высшей лиги, после чего покинул команду. Всего за «Черноморец» провёл 101 матч и забил 22 гола. В дальнейшем недолго выступал за «Молдову», затем сменил несколько команд второй лиги, представлявших Украинскую ССР, а также играл за «Зенит» из Ижевска.
Завершил карьеру в 1968 году в возрасте 30 лет, по окончании карьеры жил в Одессе.